# 太田川 (静岡県)
太田川（おおたがわ）は、静岡県西部を流れる二級河川。

## 地理
太田川流域は一級水系である大井川と天竜川にはさまれた地域にあたる。源流は静岡県周智郡森町の大日山で、磐田市南東部で遠州灘に注ぐ。流域面積約488平方キロメートル、幹線流路延長約44キロメートル。
赤石山脈の南端に端を発し、地形は北側から丘陵地・台地・扇状地・沖積平野と移り変わる。源流に近い森町から掛川市にかけての上流部は山地・山麓が占めており、袋井市や磐田市へ入る中流部付近では平地と台地が混在しており、以下の下流部地域では扇状地・沖積平野が占めているが、湾岸部の河口部付近では遠州海岸砂丘が東西に広がっている。

## 主な支流
二級河川を下流側から順に記載する。

### 太田川本川の支流
| 河川              | よみ                        | 次数    | 管理者        | 主な経過地             | 河川延長 （km） | 備考                 |
| ----------------- | --------------------------- | ------- | ------------- | ---------------------- | --------------- | -------------------- |
| 太田川 大河内川   | おおたがわ おおこうちがわ   | 本川    | 静岡県 森町   | 磐田市、袋井市、森町   | 43.9            |                      |
| 仿僧川            | ぼうそうがわ                | 1次支川 | 静岡県        | 磐田市                 | 12.6            |                      |
| 今ノ浦川 向陽川   | いまのうらがわ こうようがわ | 2次支川 | 静岡県 磐田市 | 磐田市                 | 7.2             |                      |
| 古川              | ふるかわ                    | 3次支川 | 静岡県 磐田市 | 磐田市                 | 2.5             |                      |
| 倉西川            | くらにしがわ                | 4次支川 | 静岡県        | 磐田市                 | 2.3             |                      |
| 磐田久保川        | いわたくぼがわ              | 3次支川 | 静岡県        | 磐田市                 | 2.5             |                      |
| 半ノ池川          | はんのいけがわ              | 4次支川 | 静岡県        | 磐田市                 | 1.15            |                      |
| 安久路川          | あくろがわ                  | 3次支川 | 静岡県        | 磐田市                 | 5               |                      |
| 旧彷僧川          | きゅうぼうそうがわ          | 2次支川 | 静岡県        | 磐田市                 | 4.2             |                      |
| 祝川              | いわいがわ                  | 2次支川 | 静岡県        | 磐田市                 | 7               |                      |
| 磐田田中川        | いわたたなかがわ            | 2次支川 | 静岡県        | 磐田市                 | 2.3             |                      |
| 原野谷川          | はらのやがわ                | 1次支川 | 静岡県        | 磐田市、袋井市、掛川市 | 37.88           | 原野谷川の支流は後述 |
| 敷地川            | しきじがわ                  | 1次支川 | 静岡県        | 磐田市、袋井市         | 15.38           |                      |
| 小薮川 第二小薮川 | こやぶがわ だいにこやぶがわ | 2次支川 | 静岡県 森町   | 磐田市、袋井市、森町   | 6.6             |                      |
| 中沢川            | なかざわがわ                | 2次支川 | 静岡県 袋井市 | 磐田市                 | 1.2             |                      |
| 一宮川            | いちみやがわ                | 2次支川 | 静岡県        | 磐田市、森町           | 4.82            |                      |
| 伏間川 大洞院川   | ふすまがわ だいどういんがわ | 3次支川 | 静岡県 森町   | 森町                   | 3.55            |                      |
| 瀬入川            | せいりがわ                  | 1次支川 | 静岡県        | 森町                   | 4.2             |                      |
| 三倉川 矢倉沢川   | みくらがわ やくらざわがわ   | 1次支川 | 静岡県 森町   | 森町                   | 12.5            |                      |
| 葛布川            | かっぷがわ                  | 2次支川 | 静岡県        | 森町                   | 3.3             |                      |
| 大府川            | おおぶがわ                  | 2次支川 | 静岡県        | 森町                   | 4.2             |                      |

### 原野谷川の支流
次数は原野谷川に対する次数。
| 河川                          | よみ                            | 次数    | 管理者        | 主な経過地             | 河川延長 （km） | 備考 |
| ----------------------------- | ------------------------------- | ------- | ------------- | ---------------------- | --------------- | ---- |
| 原野谷川                      | はらのやがわ                    | 本川    | 静岡県        | 磐田市、袋井市、掛川市 | 37.88           |      |
| 蟹田川                        | かにたがわ                      | 1次支川 | 静岡県        | 磐田市、袋井市         | 5.1             |      |
| 小笠沢川                      | おがさざわがわ                  | 1次支川 | 静岡県 袋井市 | 袋井市                 | 7.2             |      |
| 法多沢川                      | はったざわがわ                  | 2次支川 | 静岡県        | 袋井市                 | 4.1             |      |
| 宇刈川                        | うかりがわ                      | 1次支川 | 静岡県        | 袋井市                 | 10.25           |      |
| 沖之川 油山川                 | おきのがわ あぶらやまがわ       | 2次支川 | 静岡県 袋井市 | 袋井市                 | 3.41            |      |
| 逆川                          | さかがわ                        | 1次支川 | 静岡県 掛川市 | 袋井市、掛川市         | 23.18           |      |
| 馬込沢川                      | まごめざわがわ                  | 2次支川 | 静岡県        | 掛川市                 | 0.75            |      |
| 垂木川                        | たるきがわ                      | 4次支川 | 静岡県 掛川市 | 掛川市                 | 6.4             |      |
| 家代川                        | いえしろがわ                    | 3次支川 | 静岡県 掛川市 | 掛川市                 | 4.5             |      |
| 西山沢川 平野沢川             | にしやまざわがわ ひらのさわがわ | 2次支川 | 静岡県 掛川市 | 掛川市                 | 0.6             |      |
| 東山沢川                      | ひがしやまざわがわ              | 2次支川 | 静岡県        | 掛川市                 | 2.3             |      |
| 倉真川 松葉川                 | くらみがわ まつばがわ           | 2次支川 | 静岡県 掛川市 | 掛川市                 | 11.36           |      |
| 初馬川                        | はつまがわ                      | 3次支川 | 静岡県        | 掛川市                 | 3.84            |      |
| 掛川滝之谷川 （掛川滝ノ谷川） | かけがわたきのたにがわ          | 3次支川 | 静岡県        | 掛川市                 | 1.6             |      |
| 掛川戸沢川                    | かけがわとざわがわ              | 3次支川 | 静岡県 掛川市 | 掛川市                 | 1.5             |      |
| 神代地川                      | かんだいじがわ                  | 2次支川 | 静岡県 掛川市 | 掛川市                 | 1.4             |      |
| 海老名川                      | あびながわ                      | 2次支川 | 静岡県 掛川市 | 掛川市                 | 1.8             |      |
| 西之谷川                      | にしのやがわ                    | 1次支川 | 静岡県 掛川市 | 掛川市                 | 5.5             |      |

## 東海地震の痕跡

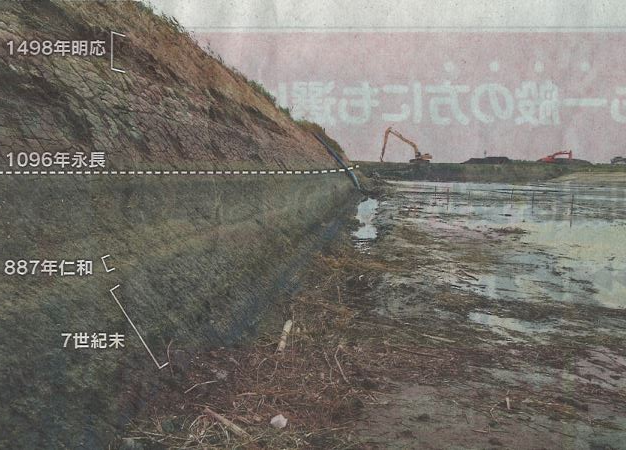

2019年11月、産業技術総合研究所が太田川低地（河口から約3km上流）の津波堆積物調査から、7世紀末と9世紀末の東海地震の発生を確認したと発表した。工事で露出した砂層から、ガーネット（柘榴石）が発見された。ガーネットは太田川の川砂には含まれないが、静岡県西部の海岸の砂には多く含まれている。津波堆積物の分布と、過去の海岸線の位置から考えると、ガーネットは海岸から2km以上内陸に運ばれてきたことになる。高潮ではなく津波が発生した可能性が高いと分かった。